# Mk 19型魚雷
Mk 19型魚雷是一種電力驅動魚雷，1942年由西屋電氣設計，是Mk 18型魚雷的延續發展。其目標是製造一種採用全電動控制代替氣動控制的魚雷。其陀螺儀和深度控制系統均為全電動操作運行，而方向舵則採用螺線管電磁控制。
Mk 19型魚雷的進一步研發被取消，取而代之的是Mk 26型魚雷。